# Itaxanthomelana grandis
Itaxanthomelana grandis là một loài ruồi trong họ Tachinidae.